# Alvah Bessie
Alvah Bessie, född 4 juni 1904, död 21 juli 1985, var en amerikansk författare.
Bessie studerade vid Columbia University. Han gjorde sig först känd för sina översättningar av fransk avantgarde-litteratur av författare som Pierre Louÿs och Octave Mirbeau.
Under Spanska inbördeskriget stred Bessie som frivillig på den republikanska sidan i Abraham Lincoln-brigaden. Om sina erfarenheter i kriget skrev han boken Men in Battle.
På 1940-talet skrev Bessie manus för Warner Brothers och andra filmstudior. Han nominerades till en Oscar för manuset till filmen Revansch i Burma (Objective, Burma!, 1945). 
1947 kallades han inför House Un-American Activities Committee (HUAC). Han vägrade förneka eller bekräfta engagemang i kommunistpartiet och 1950 dömdes han till fängelse och svartlistades, som en av de så kallade Hollywood Ten. Om dessa upplevelser, som innebar slutet för hans Hollywood-karriär, skrev han boken Inquisition in Eden som gavs ut 1965.